# Beijing Qishi
Der Beijing Qishi (dt. „Ritter“) war ein Sport Utility Vehicle des chinesischen Herstellers Beijing Automobile Works, das unter der Marke Beijing vertrieben wurde.

## Beschreibung
Das Modell wurde von 2009 bis 2013 produziert. Es basierte auf dem Jeep 2500, der von 2003 bis ca. 2008 bei der Beijing Jeep Corporation hergestellt worden war. Technische Basis bei beiden Modellen war der Jeep Cherokee. Von seinem Vorgänger unterschied sich der Qishi äußerlich vor allem durch den anders gestalteten Kühlergrill.
Das Fahrzeug war mit Zweirad- und Vierradantrieb lieferbar.
Im Rahmen einer Modellpflege wurde 2011 der Qishi S-12 präsentiert. Neben leichteren Retuschen an Front und Heck stammte das Fahrwerk aus Gründen der Kostensenkung nun von Isuzu.

## Zulassungszahlen in China
2009 wurden in China 259 Fahrzeuge dieses Modells zugelassen. 2010 wurde der Höchstwert mit 708 Fahrzeugen erzielt. 2011 waren es 105 Exemplare. Für 2012 sind keine Zahlen bekannt. Im letzten Verkaufsjahr 2013 wurden 113 Fahrzeuge neu zugelassen.